# 7961 Ercolepoli
7961 Ercolepoli è un asteroide della fascia principale. Scoperto nel 1994, presenta un'orbita caratterizzata da un semiasse maggiore pari a 2,1807735 UA e da un'eccentricità di 0,1900359, inclinata di 5,04252° rispetto all'eclittica.